# Personenstandsgesetz (Deutschland)
Das Personenstandsgesetz (PStG) bildet die gesetzliche Grundlage für das Personenstandswesen in Deutschland.
Das Gesetz wird durch die Personenstandsverordnung (PStV) und die Allgemeine Verwaltungsvorschrift zum Personenstandsgesetz (PStG-VwV) konkretisiert.
Das bis zum 1. Januar 2009 geltende Personenstandsgesetz vom 3. November 1937 in der Fassung vom 8. August 1957 war ein vorkonstitutionelles Bundesgesetz. Es löste das Reichsgesetz über die Beurkundung des Personenstands und die Eheschließung vom 6. Februar 1875 ab.

## Regelungsinhalt
Das Personenstandsgesetz regelt im Kern die formalen Voraussetzungen zur Begründung und Änderung des Personenstandes. Dies umfasst die Registrierung von Geburten, Eheschließungen, Begründungen von Lebenspartnerschaften, Sterbefällen und andere Änderungen im Personenstand einer Person. Zuständig ist das Standesamt bzw. der jeweilige Standesbeamte. Jede Änderung des Personenstandes (auch die Geburt oder der Sterbefall) ist dem Standesamt anzuzeigen. Zu diesem Zweck werden beim Standesamt nach §§ 3ff. PStG Personenstandsregister, früher: Heirats-, Familien-, Geburten- und Sterbebücher (Personenstandsbücher), geführt.
Über die Streitfragen nach dem Personenstandsgesetz bestehen Rechtsbehelfe der sofortigen Beschwerde zum Amtsgericht am Sitz des Landgerichtes, in dessen Bezirk sich das Standesamt befindet (§ 50 PStG). Das Verfahren bestimmte sich bis zum 1. September 2009 nach dem Gesetz über die Angelegenheiten der freiwilligen Gerichtsbarkeit (FGG) und seit dem nach dem Gesetz über das Verfahren in Familiensachen und in den Angelegenheiten der freiwilligen Gerichtsbarkeit (FamFG).
Das Personenstandsgesetz überträgt die Aufgaben der Standesbeamten nach § 1 Abs. 2 PStG auf die nach Landesrecht zuständigen Behörden. In Baden-Württemberg sind das beispielsweise die Gemeinden, die diese als Aufgaben im übertragenen Wirkungskreis wahrnehmen. Alle Auszüge der Personenstandsbücher haben Beweiskraft (§ 54 Abs. 1 S. 1 PStG). Dies gilt nicht für Hinweise.
Zum Personenstandsgesetz selbst ist die Personenstandsverordnung (PStV) aufgrund von § 73 PStG erlassen worden sowie eine Allgemeine Verwaltungsvorschrift zum Personenstandsgesetz (PStG-VwV).
Die Personenstandsbücher werden in Deutschland seit dem 1. Januar 1876 (im ehemaligen Preußen ab dem 1. Oktober 1874) geführt und sind, nach den ab 1798 vor allem in den linksrheinischen Gebieten geführten Zivilstandsregistern, die ersten amtlich-weltlichen Quellen zur Genealogie. Auskunft wird vor Ablauf von Sperrfristen in der Regel nur erteilt, wenn sich die Einträge auf den Auskunftsuchenden selbst, seine Ehegatten, Vorfahren und Abkömmlinge beziehen. Einzelheiten regelt § 61 PStG.

### Durchsetzung
Wer als Anzeigepflichtiger die Anzeige einer Geburt oder eines Sterbefalls unterlässt, begeht eine Ordnungswidrigkeit, die mit einer Geldbuße geahndet werden kann. Ferner kann ein Zwangsgeld festgesetzt werden.
Fälschung des Personenstandes und Doppelehe sind nach §§ 169, 172 StGB strafbar.

## Geschichte

### Reichsgesetz über die Beurkundung des Personenstands und die Eheschließung 1875
Seit dem 15. Jahrhundert hatte die Kirche in Tauf-, Trau- und Sterberegistern (Kirchenbüchern) den Personenstand der Bevölkerung dokumentiert. Im Deutschen Kaiserreich entstanden unter dem Einfluss des Code civil erstmals reichseinheitliche Regelungen mit dem Gesetz über die Beurkundung des Personenstandes und die Eheschließung vom 6. Februar 1875. Darin wurde zum 1. Januar 1876 die staatliche Beurkundung von Geburten, Heiraten und Sterbefällen verpflichtend.

#### Änderung 1900
Seit Inkrafttreten des BGB am 1. Januar 1900 wurden die Bestimmungen über die Eheschließung als solche in diesem geregelt. Somit regelte das o. g. Gesetz nur noch die Beurkundung.

#### Änderung 1920
Das Änderungsgesetz vom 11. Juni 1920 (beschlossen am 20. Mai 1920) ließ auch Frauen zur Bestellung als Standesbeamte zu. Außerdem untersagte es die Eintragung der Religion in den Registern. Dafür hatten die Standesbeamten statistische Erhebungen über die Zugehörigkeit zu Religionsgemeinschaften vorzunehmen. Hierzu und zu weiteren in den Ausführungsbestimmungen erläuterten Daten waren besondere Formulare in zwei Exemplaren auszufüllen, von denen eins an das Statistische Landesamt ging, das andere beim Standesamt 5 Jahre aufzuheben war.

### Personenstandsgesetz 1937
Eine Verbindung der Eintragungen der Einzelperson oder eine Zusammenfassung unter Familienaspekten gab es zunächst nicht. Das zweite deutsche Personenstandsgesetz vom 3. November 1937 führte die Beurkundung in Geburten- und Sterbebüchern fort. Das bisherige Heiratsregister erhielt jedoch die Bezeichnung Familienbuch und beurkundete nicht nur die Eheschließung, sondern enthielt darüber hinaus auch Einträge zu den Eltern der Ehegatten und zu ihren gemeinsamen Kindern sowie ihrer „rassischen Einordnung“. In der amtlichen Begründung als „wichtigste Neuerung des Entwurfs“ bezeichnet, war es die Funktion des Familienbuchs, die Sippenforschung zu erleichtern. Das Familienbuch sollte insbesondere „die verwandtschaftlichen Zusammenhänge der Angehörigen einer Familie, die Zusammenhänge zwischen Vor- und Nachfahren ersichtlich machen.“

### Personenstandsgesetz 1956 (Deutsche Demokratische Republik)
In der DDR galt das PStG 1937 bis zum 1. März 1957, dem Tag des Inkrafttretens des Gesetzes über das Personenstandswesen vom 16. November 1956, weiter.
Eine wesentliche Veränderung erfuhr das bisher in seinen Grundzügen gemeinsame und in der Bundesrepublik Deutschland fortgeltende Personenstandsrecht von 1937 durch das Gesetz zur Änderung des Personenstandsgesetzes vom 13. Oktober 1966, durch das bei den zuständigen Fachorganen der Räte der Kreise Urkundenstellen eingerichtet wurden. Ihnen mussten die Standesämter jeweils nach Ablauf eines Jahres die Personenstandsbücher und die Unterlagen zu den einzelnen Eintragungen übergeben, die dann von den Urkundenstellen weitergeführt wurden.
Die Urkundenstellen wurden auch in das letzte Personenstandsgesetz der DDR vom 4. Dezember 1981 aufgenommen, das am 1. Januar 1982 in Kraft trat. Die Aufgabenteilung, nach der die Standesämter für die Entgegennahme von Anzeigen über Geburts- und Sterbefälle, für Eheschließungen und die Beurkundung des Personenstands und die Urkundenstellen für die Weiterführung der Personenstandsbücher zuständig waren, blieb erhalten. Für die Ausstellung von Personenstandsurkunden waren beide Einrichtungen zuständig.
Mit dem Beitritt der DDR zur Bundesrepublik Deutschland am 3. Oktober 1990 wurde im Beitrittsgebiet das bundesdeutsche Personenstandsgesetz übernommen. Allerdings blieben durch eine Übergangsbestimmung des Einigungsvertrages die bisherigen Urkundenstellen für die bis 1990 angelegten Personenstandsbücher zunächst erhalten. Ihre Auflösung und damit der Anschluss der neuen Bundesländer an die Organisationsform der alten Länder erfolgte schließlich durch das Gesetz zur Auflösung der Urkundenstellen in den Ländern Brandenburg, Mecklenburg-Vorpommern, Sachsen, Sachsen-Anhalt und Thüringen vom 23. November 1994. Hierdurch wurden die Länder ermächtigt, durch Rechtsverordnung die Urkundenstellen bei den Kreisen bis zum 1. Januar 2000 aufzulösen und das Verfahren der Auflösung zu regeln. Mit der Auflösung gingen die Aufgaben der Urkundenstellen auf die Standesämter über. Die bei den Urkundenstellen geführten Personenstandsbücher und standesamtlichen Unterlagen waren an die Standesämter abzugeben.

### Personenstandsgesetz 1957 (Bundesrepublik Deutschland)
Nach dem Zweiten Weltkrieg stellte sich das Problem, die Heimatvertriebenen in die Personenstandsdokumentationen zu integrieren. Eine Novelle zum Personenstandsgesetz vom 18. Mai 1957 brachte im Bundesgebiet als Neuerung das so genannte „System des wandernden Familienbuches“ mit sich. Am Eheschließungsort wurde die Eheschließung im Heiratsbuch eingetragen und ein Familienbuch angelegt, welches die Eheleute bei Verlegung ihres Wohnsitzes von Standesamt zu Standesamt begleitete.

### Personenstandsgesetz 2009
Am 1. Januar 2009 trat das Gesetz zur Reform des Personenstandsrechts in Kraft und brachte wesentliche Änderungen mit sich. Eingeführt wurden elektronische Personenstandsregister anstelle der bisherigen Personenstandsbücher. Seit dem 1. Januar 2009 ist eine elektronische Registerführung zulässig, nach dem 31. Dezember 2013 ist sie verbindlich vorgeschrieben. Mit dem Gesetz entfiel das kaum bekannte und oft mit dem Stammbuch der Familie verwechselte Familienbuch, einige seiner Funktionen erfüllen künftig das Ehe-, Lebenspartnerschafts- und das Geburtenregister. Die selten benutzten Abstammungsurkunden und Geburtsscheine wurden abgeschafft, die Geburtsurkunde blieb erhalten. Zudem wurde die Benutzung der Personenstandsregister, insbesondere zu Forschungszwecken, neu geregelt. Das Verbot der religiösen Voraustrauung wurde gestrichen; 2017 wurde jedoch ein Verbot religiöser oder „traditioneller“ Trauungen von Minderjährigen neu eingeführt.

#### Änderung 2013
Bis 2013 konnte in Deutschland in das Geburtenregister nur „männlich“ oder „weiblich“ eingetragen werden. Diesen Zwang zur Festlegung des Geschlechts wertete der Deutsche Ethikrat im Februar 2012 als einen nicht zu rechtfertigenden Eingriff in das Persönlichkeitsrecht und das Recht auf Gleichbehandlung intersexueller Personen gemäß Art. 3 Abs. 3 des Grundgesetzes.
Mit Wirkung zum 1. November 2013 ergänzte daraufhin der Gesetzgeber (Ergänzung 2018, siehe dort):

„Kann das Kind weder dem weiblichen noch dem männlichen Geschlecht zugeordnet werden, so ist der Personenstandsfall ohne eine solche Angabe in das Geburtenregister einzutragen.“

Der Ethikrat hatte der Bundesregierung allerdings empfohlen, als weitere Geschlechtsoption „anderes“ aufzunehmen. Der Psychologe Michael Wunder, Mitglied des Rats, kommentierte die Gesetzesänderung: „Kein Eintrag sieht aus wie kein Geschlecht. Intersexuelle Menschen haben aber natürlich ein Geschlecht – ein anderes, was aber ganz unterschiedlich sein kann.“ Interessenverbände wie Zwischengeschlecht.org befürchteten, dass Eltern nun operative Eingriffe bevorzugen würden, statt ihrem Kind kein Geschlecht zuzuweisen.
Nach höchstgerichtlicher Rechtsprechung ist im Falle von Intersexualität auch eine nachträgliche Löschung des Geschlechtseintrages möglich.
Der Antrag einer intersexuellen Person aus dem Jahr 2014 auf Änderung ihres Geschlechtseintrags von „weiblich“ auf „inter/divers“ wurde in allen Instanzen zurückgewiesen. Der in der Rechtssache angerufene Bundesgerichtshof (BGH) wies die Rechtsbeschwerde als unbegründet ab, die Ausführungen des OLG hielten rechtlicher Überprüfung stand. Zu Recht habe das OLG „eine Änderung der Eintragung im Geburtenregister in „inter“ bzw. „divers“ bereits deshalb abgelehnt, weil eine solche nach geltendem Recht nicht möglich ist“, was „sich schon aus dem eindeutigen Wortlaut der §§ 21 [und] 22 PStG“ ergebe. Es entspräche auch, wie den Gesetzgebungsmaterialien zu entnehmen sei, nicht dem Willen des Gesetzgebers, ein weiteres Geschlecht zu schaffen. Es komme „auch keine (verfassungskonforme) Auslegung dahin in Betracht, dass das Tatbestandsmerkmal Geschlecht in § 21 Abs. 1 Nr. 3 PStG nicht nur das weibliche oder männliche, sondern auch ein drittes Geschlecht wie etwa ‚inter‘ oder ‚divers‘ umfasst“.
Eine gegen die Entscheidung des BGH gerichtete Verfassungsbeschwerde war seit Anfang September 2016 vor dem Bundesverfassungsgericht (BVerfG) anhängig.
Am 10. Oktober 2017 stellte das Gericht fest, dass eine Pflicht zur Angabe des Geschlechts mit Art. 3 Abs. 3 Satz 1 des Grundgesetzes unvereinbar ist, wenn sie dabei Personen, deren Geschlechtsentwicklung gegenüber einer weiblichen oder männlichen Geschlechtsentwicklung Varianten aufweist und die sich selbst dauerhaft weder dem männlichen noch dem weiblichen Geschlecht zuordnen, keinen positiven Geschlechtseintrag ermöglicht, der nicht „weiblich“ oder „männlich“ lautet.

#### Änderung 2017
Mit dem Gesetz zur Einführung des Rechts auf Eheschließung für Personen gleichen Geschlechts (Ehe für alle) wurde § 17a PStG mit Wirkung zum 1. Oktober 2017 neu eingefügt. Danach haben die Lebenspartner bei der Umwandlung ihrer Lebenspartnerschaft in eine Ehe (§ 20a LPartG) das Bestehen der Lebenspartnerschaft durch Vorlage der Lebenspartnerschaftsurkunde nachzuweisen. Nunmehr ist nach § 11 Abs. 2 PStG verboten „eine religiöse oder traditionelle Handlung, die darauf gerichtet ist, eine der Ehe vergleichbare dauerhafte Bindung zweier Personen zu begründen, von denen eine das 18. Lebensjahr noch nicht vollendet hat“.

#### Änderungen 2018
Seit dem 1. November 2018 kann die Reihenfolge mehrerer Vornamen außerhalb eines behördlichen Namensänderungsverfahrens durch Erklärung des Namenträgers gegenüber dem Standesamt neu bestimmt werden (Vornamensortierung, § 45a PStG).
Das Gesetz zur Änderung der in das Geburtenregister einzutragenden Angaben eröffnete zum 22. Dezember 2018 die Möglichkeit, anstelle des Offenlassens des Geschlechtseintrags bei Personen, die weder dem weiblichen noch dem männlichen Geschlecht zugeordnet werden können, die Angabe „divers“ einzutragen (§ 22 Abs. 3 PStG).

#### Änderungen 2022
Zum 1. November 2022 wurde die Möglichkeit der Eintragung der Zugehörigkeit zu einer Religionsgemeinschaft aus den Personenstandsregistern gestrichen. Die Reduktion des Verwaltungsaufwandes der Standesämter wird als Begründung angeführt: Die Eintragung der Zugehörigkeit zu einer Religionsgemeinschaft wird weder für staatliche noch für kirchliche Zwecke benötigt.
Die Länder dürfen künftig Zentrale Register einrichten, um die Registereinträge sämtlicher angeschlossenen Standesämter zu erfassen.
Die Standesämter selbst tauschen registrierte Daten elektronisch aus, wodurch Nachweise für eine Beurkundung, die einmal registriert wurden, für jedes Standesamt verfügbar sind. Es ist daher nicht erforderlich, diese erneut vorzulegen (Once-Only-Prinzip), jedoch liegt die Entscheidung darüber im pflichtgemäßen Ermessen des Standesbeamten.
Außerdem wurde die rechtliche Grundlage geschaffen, über ein Verwaltungsportal direkt mit dem Standesamt zu kommunizieren, um die nach dem Gesetz elektronisch zugelassenen Anzeigen, Anmeldungen und Anträge zu übermitteln.

#### Änderung 2024

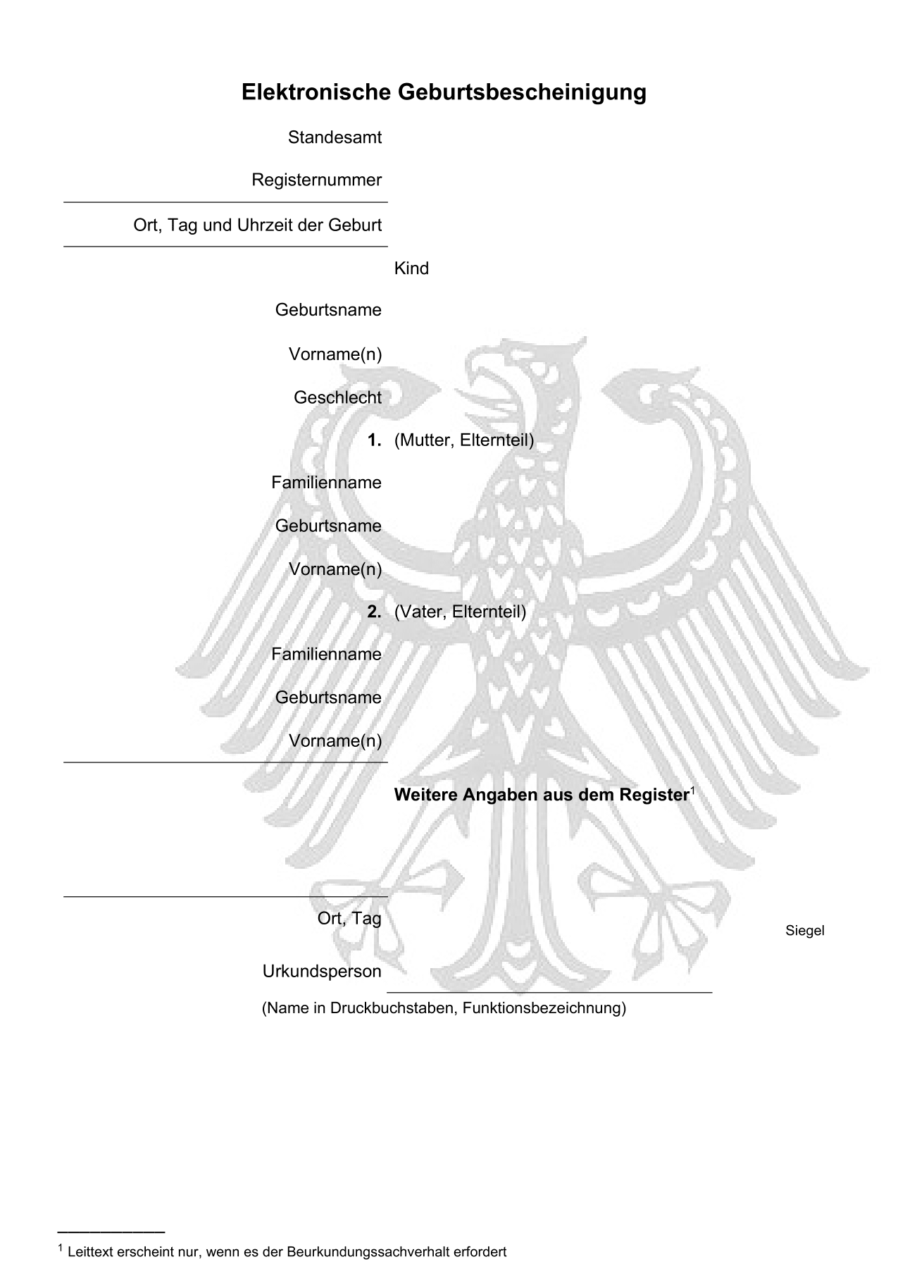
Elektronische Geburtsbescheinigung als Muster

Zum 1. November 2024 wurden die Elektronischen Personenstandsbescheinigungen eingeführt. Diese werden aus den Personenstandsregistern ausgestellt und besitzen die gleiche Beweiskraft wie Personenstandsurkunden.
Ausgestellt werden:
1. aus dem Eheregister elektronische Ehebescheinigungen,[40]
2. aus dem Lebenspartnerschaftsregister elektronische Lebenspartnerschaftsbescheinigungen,[41]
3. aus dem Geburtenregister elektronische Geburtsbescheinigungen,[42]
4. aus dem Sterberegister elektronische Sterbebescheinigungen.[43]

Aus den Personenstandsregistern beglaubigte Registerausdrucke werden nicht elektronisch ausgestellt.